# BF Гончих Псов
BF Гончих Псов (лат. BF Canum Venaticorum) — кратная звезда в созвездии Гончих Псов на расстоянии (вычисленном из значения параллакса) приблизительно 58 световых лет (около 17,8 парсек) от Солнца. Возраст звезды определён как около 41,3 млн лет.
Открыта Бьорном Р. Петтерсеном и Кристофером М. Андерсоном в 1979 году*.

## Характеристики
Первый компонент (BD+36 2322Aa) — красный карлик, вращающаяся переменная звезда типа BY Дракона (BY) и эруптивная переменная звезда типа UV Кита (UV:) спектрального класса M0V, или M0, или M0,5V, или M1, или M1,5Ve, или M1,5V, или M1,5. Визуальная звёздная величина звезды — от +10,63m до +10,46m. Масса — около 0,557 солнечной, радиус — около 0,558 солнечного, светимость — около 0,081 солнечной. Эффективная температура — около 3690 K.
Второй компонент — красный карлик спектрального класса M. Масса — около 112,67 юпитерианской (0,1076 солнечной). Удалён в среднем на 1,291 а.е..
Третий компонент (BD+36 2322Ab) — красный карлик спектрального класса M3,5Ve, или M4-5V. Визуальная звёздная величина звезды — +10,1m. Масса — около 0,213 солнечной. Орбитальный период — около 4,595 года*. Удалён на 0,1 угловой секунды.
Четвёртый компонент (BD+36 2322Ba) — красный карлик спектрального класса M. Визуальная звёздная величина звезды — +8,7m. Масса — около 0,226 солнечной. Эффективная температура — около 3699 K. Удалён на 16 угловых секунд.
Пятый компонент (BD+36 2322Bb) — красный карлик спектрального класса M. Визуальная звёздная величина звезды — +8,8m. Масса — около 0,219 солнечной. Орбитальный период вокруг четвёртого компонента — около 10 лет*. Удалён от четвёртого компонента на 0,2 угловой секунды.
Шестой компонент (LP 268-4) — красная звезда спектрального класса M1,4. Визуальная звёздная величина звезды — +16,5m. Эффективная температура — около 4005 K. Удалён на 759,6 угловой секунды (в среднем около 13743 а. е.).